# بخش آنتریم (شهرستان ویاندوت، اوهایو)
بخش آنتریم (به انگلیسی: Antrim Township) یک منطقهٔ مسکونی در ایالات متحده آمریکا است که در شهرستان وایندات، اوهایو واقع شده‌است.
 بخش آنتریم ۸۳٫۶ کیلومتر مربع مساحت و ۱٬۲۴۳ نفر جمعیت دارد و ۲۸۱ متر بالاتر از سطح دریا واقع شده‌است.